# 福田村 (富山県)
福田村（ふくだむら）は、かつて富山県西礪波郡にあった村。

## 沿革
- 1889年（明治22年）4月1日 - 町村制の施行により、礪波郡福田新村、佐野村、上北島村、石塚村、辻村、武蔵野村及び荒見崎村の区域をもって、礪波郡福田村が発足する。
- 1896年（明治29年）3月29日 - 郡制の施行のため、礪波郡が分割して、西礪波郡が発足により、西礪波郡に所属となる。
- 大正期 - 大字名を改称。1930年（昭和5年）時点では和田、福田、北島、石塚、辻、蔵野町、荒見崎の7大字となった[3]。
- 1949年（昭和24年）1月1日 - 高岡市に編入する。各大字は北島が上北島と改称したほかは同市の大字として存続[3]。